# La Victoria (Boyacá)
La Victoria – miasto w Kolumbii, w departamencie Boyacá.